# Nectarinia
Genre
Le genre Nectarinia regroupe des oiseaux passereaux tropicaux appelés souimangas appartenant à la famille des Nectariniidae. Il comprenait auparavant environ 80 espèces, mais a été divisé, et la majorité des espèces ont été placées dans le genre Cinnyris.

## Liste des espèces
D'après la classification de référence (version 7.1, 2017) du Congrès ornithologique international (ordre phylogénique) :
- Nectarinia bocagii – Souimanga de Bocage
- Nectarinia purpureiventris – Souimanga à ventre pourpre
- Nectarinia tacazze – Souimanga tacazze
- Nectarinia kilimensis – Souimanga bronzé
- Nectarinia famosa – Souimanga malachite
- Nectarinia johnstoni – Souimanga de Johnston

## Répartition géographique

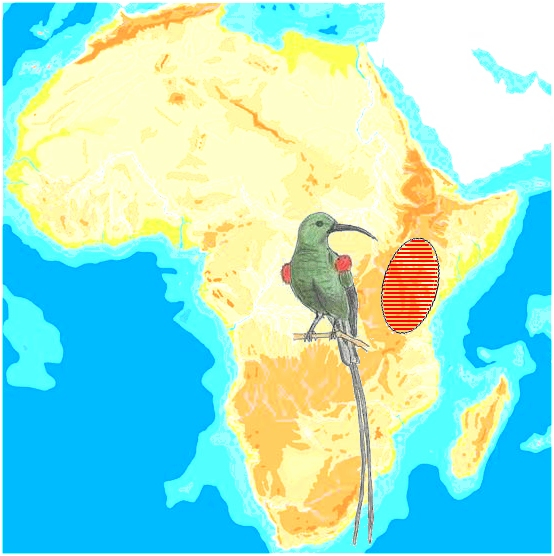
Nectarinia johnstoni
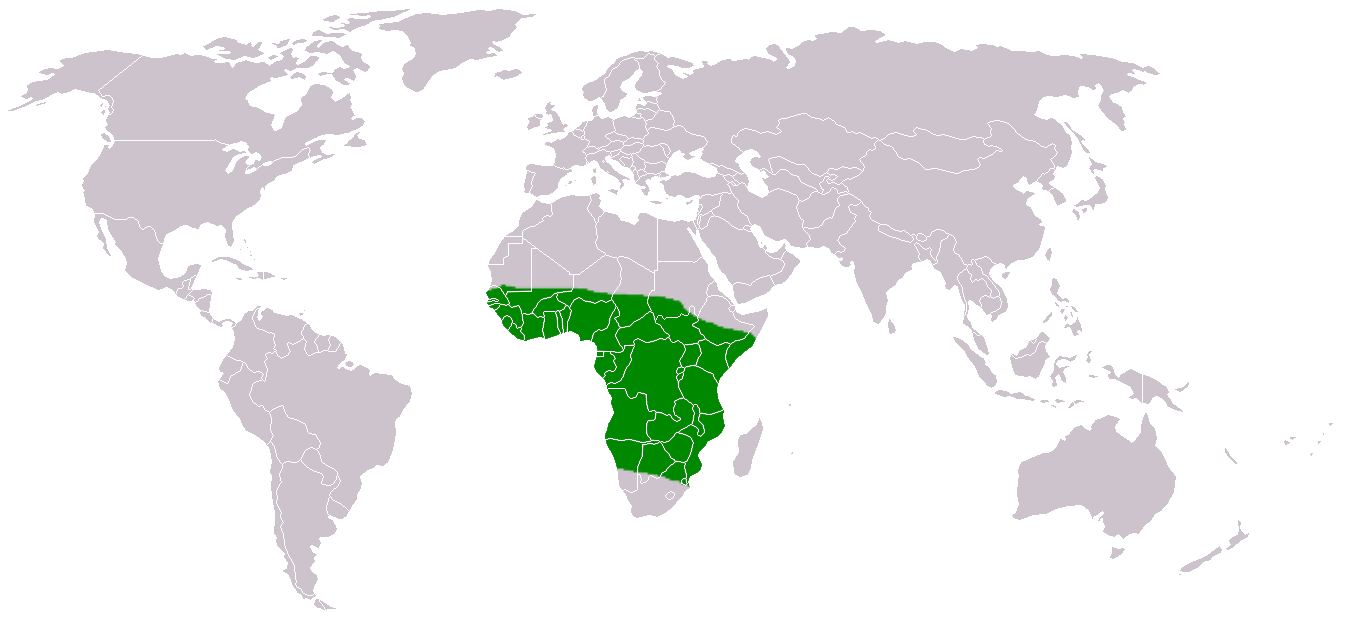
Nectarinia senegalensis